# جبل القنور
جبل القنور، (القَنَوَّر: الضَّخْم الرَّأْس). أحد جبال منطقة المدينة المنورة، يبعد 45 كم جنوب غرب المدينة المنورة. يطل من ناحية الغرب على قرية الفريش، ويبلغ ارتفاعه 0 م (0 قدم).

## الوصف
جبل کبير يمتد من الشمال إلى الجنوب جانحا إلى الغرب قليلا، ويقع هذا الجبل في الجهة الجنوبية الغربية من المدينة المنورة، و يبعد عن المسجد النبوي الشريف بنحو أربعين کيلومتر تقريبا.
يحد هذا الجبل من الشرق وادي ملل الذي يجري عند سفحه الشرقي بکامل طوله، کما يحد الجبل من الجنوب أبار العطيشانة، ثم مجموعة من التلال الجبلية الأخرى التي تعرف بجبال القنور، والتي تصل إلى بئر حامرة و جبل السنام.
کما يحد جبل القنور من الغرب شعب مرة الغربي الذي يجري عند سفحه، ويليه جبل نديفة وآبار سفى ويمر الطريق السريع المؤدي إلى جدة و مكة عند سفحه الشمالي وجزء من الغربي حيث تقع قرية الفريش بعد هذه الطريق وفي الجهة الغربية منه.